# Labidomera clivicollis
Labidomera clivicollis är en skalbaggsart som först beskrevs av Kirby 1837.  Labidomera clivicollis ingår i släktet Labidomera och familjen bladbaggar. Arten förekommer tillfälligt i Sverige, men reproducerar sig inte. Inga underarter finns listade i Catalogue of Life.

## Bildgalleri

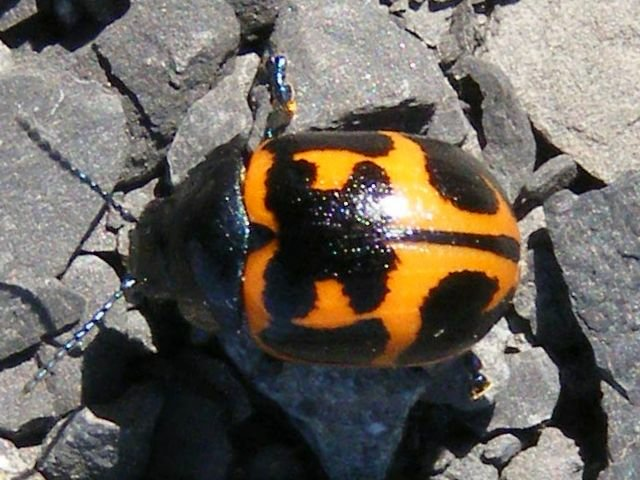
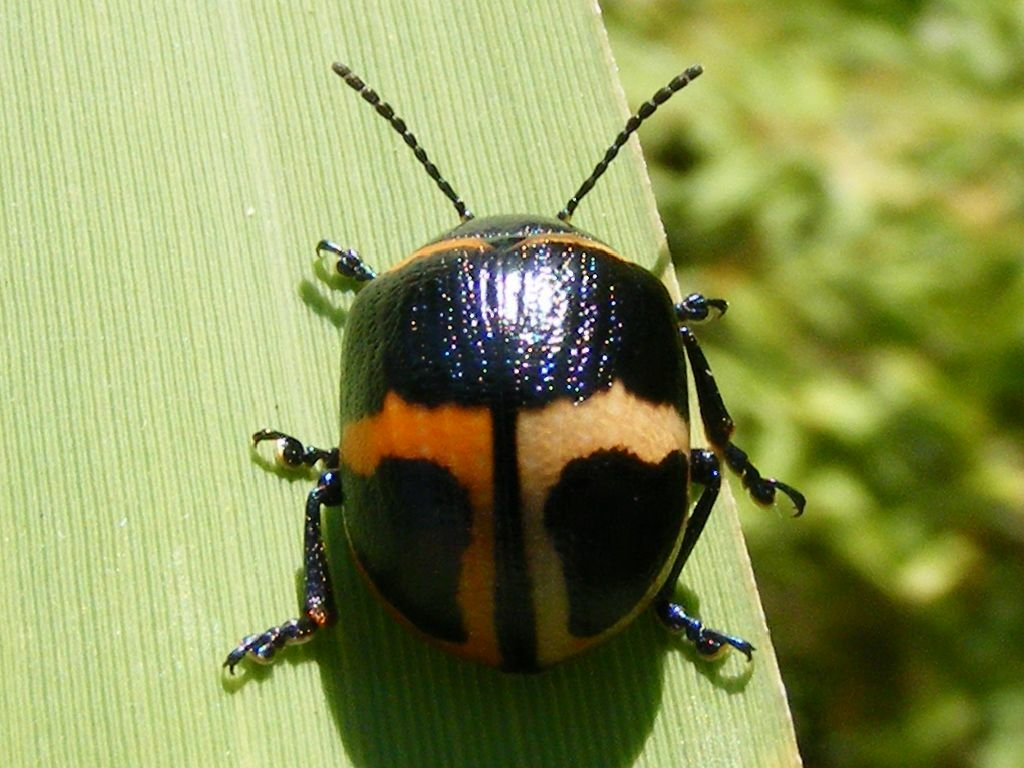
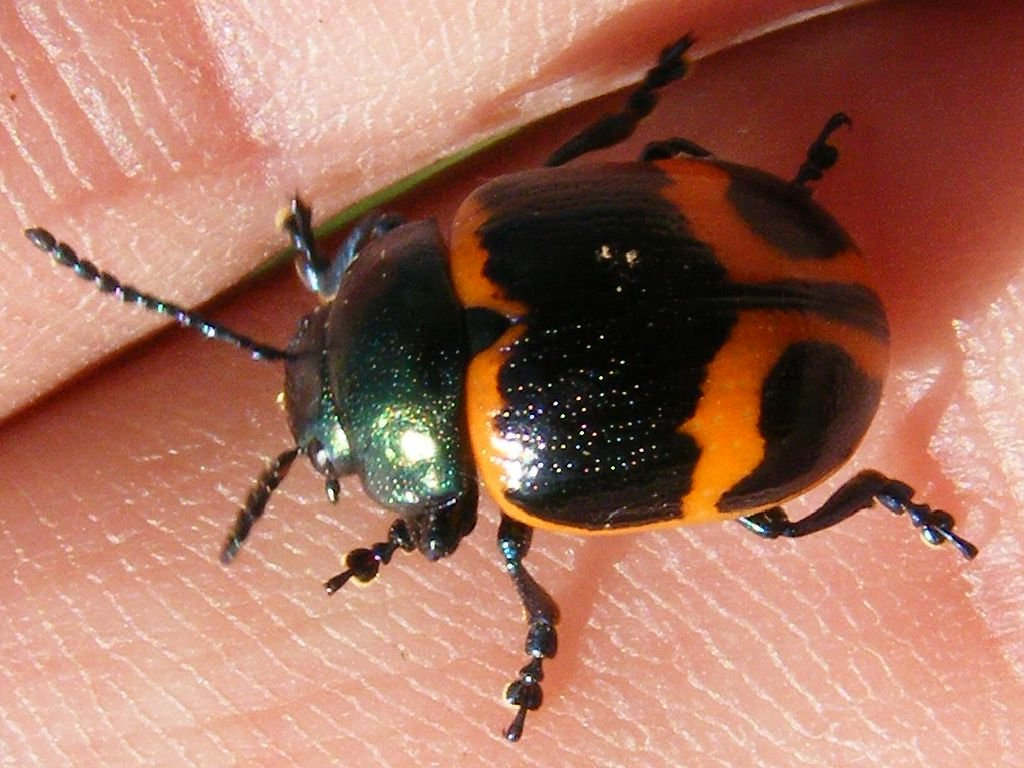
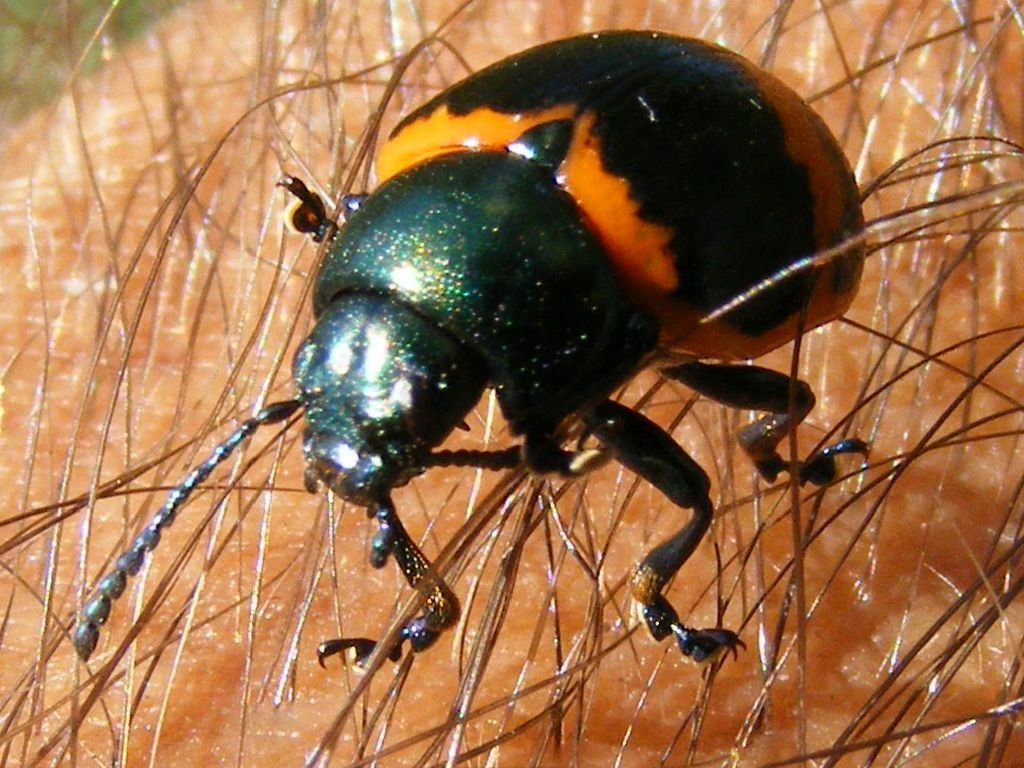
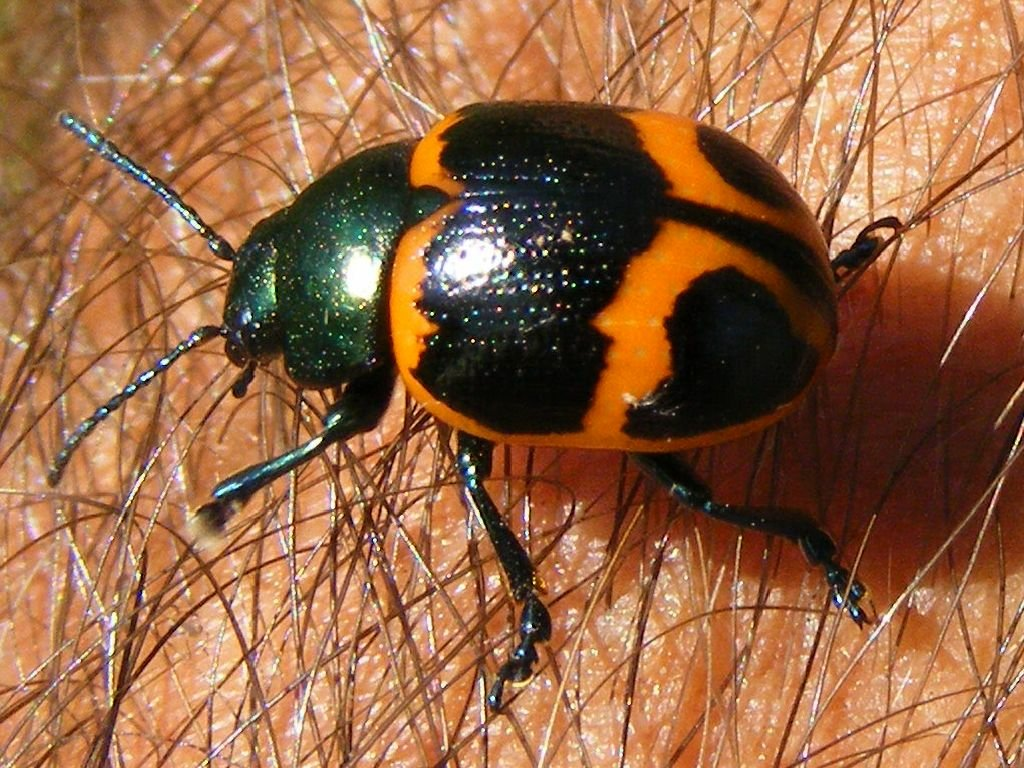
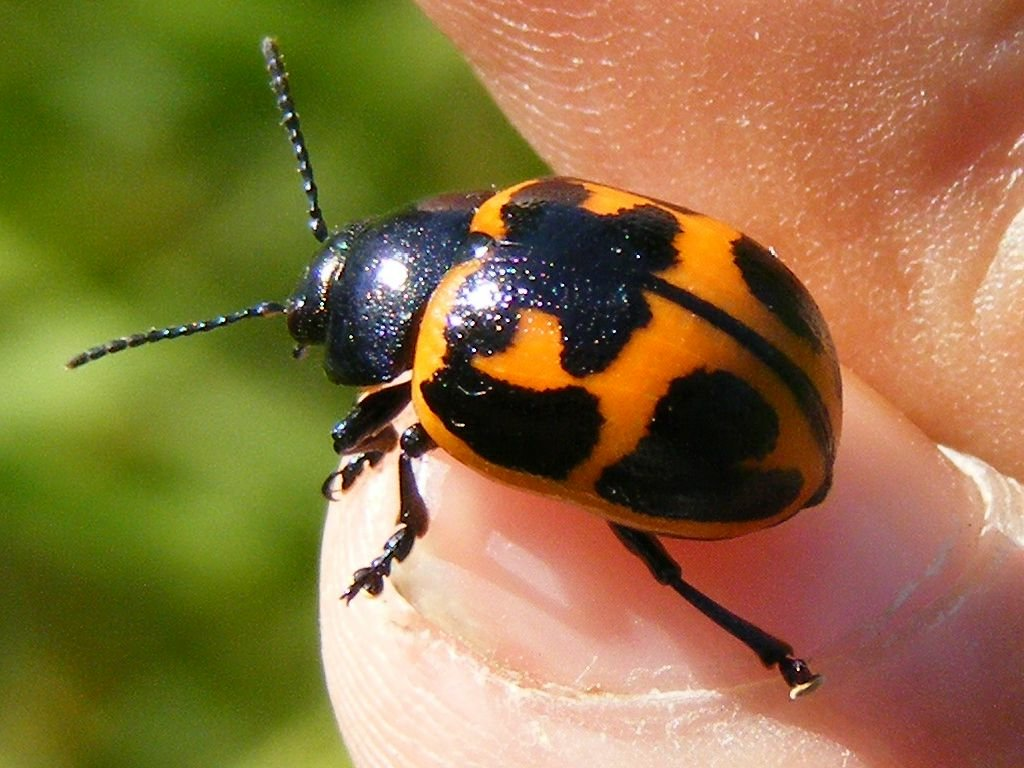